# مجله رسمی ایکس‌باکس
مجله رسمی اکس‌باکس (به انگلیسی: Official Xbox Magazine) نام یک مجله بازی‌های رایانه‌ای است که به شکل ماهانه، پس از برگزاری نمایشگاه ای۳ ۲۰۰۱ و رونمایی از کنسول اکس‌باکس شرکت مایکروسافت، در نوامبر ۲۰۰۱ منتشر شد.
این نشریه در زمان انتشار به همراه یک دیسک فشرده و چند نرم‌افزار است که دارای پیش‌نمایش‌ها و سایر موارد از جمله جدیدترین اخبار بازی‌های در دست ساخت و نرم‌افزارهایی برای سازگاری بیشتر اکس‌باکس ۳۶۰ با بازی‌های کنسول اکس‌باکس است.
این مجله، از بخش‌هایی چون نقد بازی‌ها، معرفی داستان بازی‌ها، اخبار مرتبط با بازی‌های رایانه‌ای و سایر موارد مرتبط با بازی‌های رایانه‌ای تشکیل شده‌است.